# صخرة القوس
صخرة القوس في العلا هي إحدى مواقع التراث الطبيعي في محافظة العلا في المدينة المنورة شمال غرب السعودية، تبعد عن مركز المدينة ساعة ونصف، وهي إحدى التكوينات الصخرية في المنطقة التي تشكلت على شكل قوس قزح. بسبب شكلها المميز وموقعها الجغرافي اشتهرت وأصبحت مزاراً للسياح.

## انظر ايضاً
- المدينة المنورة
- صخرة النصلة
- جبل الفيل